# Paul von Rusdorf
Paul von Rusdorf (ur. ok. 1385 w Roisdorf, zm. 4 stycznia 1441 w Malborku) – 29. wielki mistrz krzyżacki w latach 1422–1441.

## Życiorys
Paul von Rusdorf początkowo sprawował urząd krzyżackiego prokuratora w Kętrzynie (ówczesnym Rastenburgu), później w Tucholi, gdzie pełnił funkcję komtura. Od 1416 był wielkim komturem w Malborku. Wielkim mistrzem krzyżackim został 10 marca 1422 po złożeniu rezygnacji przez Michała Küchmeistera. Trwały kolejne konflikty z Polską: wojna golubska, wojna polsko-krzyżacka 1431–1435. Jednocześnie wzrastało znaczenie stanów na terenie państwa krzyżackiego.
W 1430 stany pruskie złożyły propozycję utworzenia Rady Krajowej do zarządzania państwem. W skład Rady miałoby wejść 6 dostojników krzyżackich, 6 przedstawicieli duchowieństwa niezakonnego, 6 rycerzy i 6 przedstawicieli miast. Paul von Rusdorf nie przyjął tej propozycji, ale dwa lata później wyszedł z propozycją utworzenia Tajnej Rady – organu doradczego wielkiego mistrza. Propozycję wielkiego mistrza odrzuciły miasta, a przyjęło rycerstwo. Członkiem Tajnej Rady został m.in. Jan Bażyński.
Jako wielki mistrz faworyzował mieszkańców dolnych Niemiec, a szczególnie Nadreńczyków. W związku z tym w 1439 roku wybuchł bunt w konwentach w Królewcu, Bałdze oraz Pokarminie, do których częściowo dołączyły konwenty w Świeciu, Toruniu oraz Gniewie. Wielki mistrz został zmuszony do zwolnienia z urzędów części swoich stronników. Ich stanowiska przejęli buntownicy.
W czasie pełnienia funkcji wielkiego mistrza przez Paula von Rusdorfa odbywały się zjazdy stanów pruskich zwykle w Elblągu lub Malborku oraz 26 lutego 1434 w Kętrzynie. W Zjazdach uczestniczyli dostojnicy Zakonu, 12 przedstawicieli duchowieństwa diecezjalnego, 50 przedstawicieli rycerstwa (wybory posłów odbyły się w 1432 r.) i 20 przedstawicieli miast. W Zakonie dochodziło do rozdźwięków. W lutym 1440 przeciwnicy Paula von Rusdorf podjęli próbę odsunięcia go od władzy. W obronie wielkiego mistrza stanęły stany pruskie, które formalnie utworzyły Związek Pruski. Udało mu się w ograniczonym stopniu zabezpieczyć kraj Zakonu poprzez politykę zagraniczną, ale nie był w stanie przywrócić wewnętrznej spójności Zakonu. Paul von Rusdorf ostatecznie złożył rezygnację z urzędu 2 stycznia 1441. W kilka dni po rezygnacji z urzędu zmarł w Malborku i został tam pochowany.
Współpracował z  Zygmuntem Luksemburskim. W 1429 rok na jego żądanie wysłał wójta Sztumu Mikołaja von Redwitz oraz oddział rycerzy na Bałkany w celu walki z Turkami. Kontyngenty zakonne przebywały na Bałkanach do 1434 roku, a następnie powróciły. Zygmunt Luksemburski także namówił Rusdorfa na zaatakowanie Polski w 1431 roku, co doprowadziło do wojny. 